# Слобозія-Ботешть
Слобозія-Ботешть, Слобозія-Ботешті (рум. Slobozia Botești) — село у повіті Вранча в Румунії. Входить до складу комуни Мейкенешть.
Село розташоване на відстані 159 км на північний схід від Бухареста, 27 км на південний схід від Фокшан, 48 км на захід від Галаца, 141 км на схід від Брашова.

## Населення
За даними перепису населення 2002 року у селі проживали 663 особи, з них 662 особи (99,8%) румунів. Усі жителі села рідною мовою назвали румунську.